# Baptorhachis
Baptorhachis là một chi thực vật có hoa trong họ Hòa thảo (Poaceae).

## Loài
Chi Baptorhachis gồm các loài: